# هاينز دور
هاينز دور (بالألمانية: Heinz Dürr)‏ هو مدير ورائد أعمال ألماني، ولد في 1933 في شتوتغارت في ألمانيا.

## وصلات خارجية
- هاينز دور على موقع مونزينجر (الألمانية)